# La Carte aux trésors
Ne doit pas être confondu avec La Chasse aux trésors.
 (mai 2021).
 (mai 2021).
- Si vous ne connaissez pas le sujet, laissez ce bandeau (vous pouvez alors contacter les auteurs).
- Si vous supprimez le contenu mis en cause (vous pouvez préalablement contacter les auteurs),

argumentez précisément cette suppression dans la page de discussion
(un manque de référence n'est pas un argument ; une recherche réelle de référence doit avoir été effectuée, être formellement documentée).
La Carte aux trésors (La Carte au trésor en 2009) est un jeu télévisé d'origine française produit par Adventure Line Productions (associé à 99 % Medias depuis 2018) et diffusé sur France 3 du 6 août 1996 au 31 août 2009 puis, après presque neuf ans d'absence, à partir du 25 avril 2018.
Chaque épisode met en valeur le patrimoine et la culture d'un département de France métropolitaine ou d'outre-mer, très rarement à l'étranger, à travers un jeu de piste opposant différents candidats.
L'émission est animée par Sylvain Augier jusqu'à la saison 2005, Marc Bessou en 2006, Nathalie Simon de 2007 à 2009, puis Cyril Féraud pour son retour en 2018.
Elle est également programmée durant toute l'année sur TV5 Monde, TV5 Québec Canada, TSR1 et France 4[réf. souhaitée].
À partir de 2023, une version de l'émission adaptée pour des candidats enfants est créée, elle s'intitule La Carte aux trésors Juniors, et se déroule en un lieu unique, donc sans hélicoptère pour aller d'un point à un autre. Elle est au format 50 min et diffusée à 18h sur France 4 dans la case jeunesse Okoo. La présentation est assurée par Maxine Eouzan, ancienne championne de gymnastique acrobatique et gagnante de l'édition 2021 de Koh-Lanta. C'est, comme son aînée, une production Adventure Line Productions associé à 99 % Médias, avec la participation de France Télévisions. Elle compte deux émissions diffusées pour sa première saison.

## Historique

### Création de l'émission
À la suite de l'échec en audience de l'émission Les Trésors du monde sur France 2 en 1994, la société Adventure Line Productions revoit sa copie et propose une nouvelle variante modernisée de La Chasse aux trésors animée entre 1981 et 1984 par le reporter disparu Philippe de Dieuleveult. La Carte aux trésors est créée par Olivier Chiabodo et Christophe Cossé en 1996.

### Évolution
Dès 1996, l'émission est programmée en première partie de soirée chaque semaine (le mardi de 1996 à 2006, le mercredi de 2007 à 2008 et le lundi en 2009) pendant les vacances d'été, à la manière de Fort Boyard.
Elle est animée par Sylvain Augier de 1996 à 2005. Écarté par la chaîne, il est remplacé par Marc Bessou en 2006, choisi pour sa connaissance et son savoir dans le but de rehausser le niveau culturel de l'émission. Les audiences chutent lourdement puis remontent l'année d'après, avec Nathalie Simon aux commandes.
La saison 2009 est marquée par de nombreux changements dans la construction et dans les règles de l'émission, détaillées ci-après. Les téléspectateurs boudent l'émission, dont on annonce l'arrêt « définitif » à la fin de la saison.
Cyril Féraud, fidèle téléspectateur du programme, le relance en 2018 dans une formule se rapprochant davantage de la version animée par Sylvain Augier. L'émission est alors diffusée le mercredi pendant les petites vacances scolaires, par séries de deux à quatre épisodes. Adventure Line Productions étant déjà bien occupée, elle délègue la production exécutive à la société 99 % Medias.
Depuis la saison 2022, l'émission revient à une diffusion pendant les vacances d'été, en proposant des épisodes inédits et quelques rediffusions.

## Principe et règles

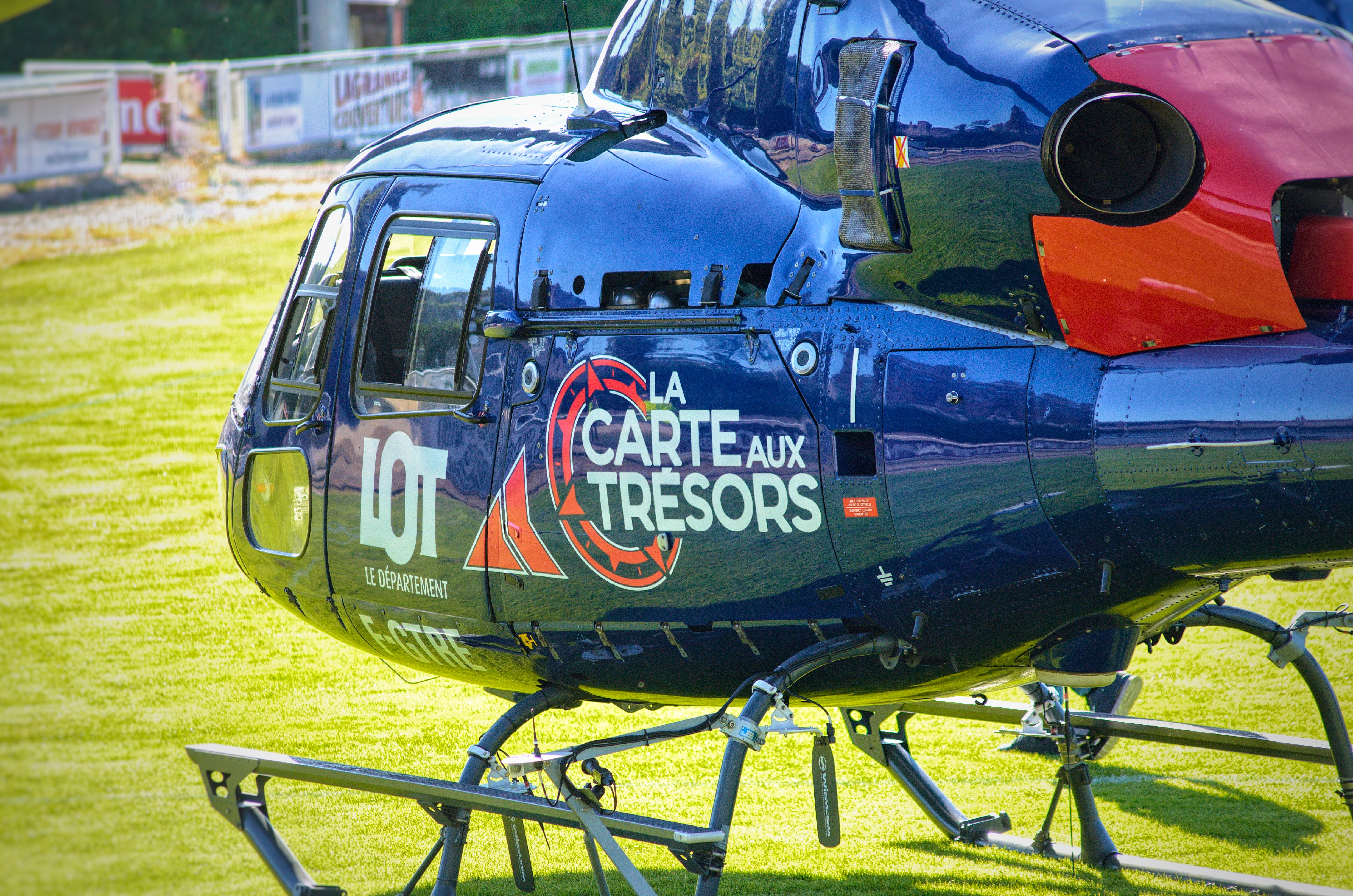
L'hélicoptère de l'équipe rouge, lors de l'enregistrement de l'émission dans le département du Lot, en septembre 2018.

Deux candidats (trois binômes en 2009) s'opposent dans un jeu de piste dont les énigmes sont liées à la culture, à la géographie, à l'histoire, aux traditions ou à la toponymie des régions visitées afin de faire découvrir le patrimoine local. Les candidats utilisent principalement l'hélicoptère comme moyen de transport pour se rendre dans les différentes villes de la zone de jeu afin de progresser.
L'objectif des candidats (ou binômes) est de remporter un trésor d'une valeur symbolique qui varie au fil des années. Les candidats qui y participent sont différents à chaque émission, sauf pour deux exceptions notables. En 2005 et en 2006, le candidat et la candidate les plus performants au cours de la saison sont sélectionnés pour une finale, où ils jouent en faveur d'une association de sauvegarde d'un monument historique. En 2009, le binôme qui met la main sur la Carte au Trésor revient à l'émission suivante et ce, qu'elle réussisse ou non à remporter le trésor.
L'émission a connu principalement quatre versions différentes.

### La Carte aux trésors(1996)

#### Énigmes
Le principe du jeu est de trouver et de ramener une Rose des Vents au point de départ de l'émission afin de remporter la somme de 30 000 francs. La Rose des Vents est cachée quelque part dans une zone de jeu de quelques dizaines de kilomètres sur quelques dizaines de kilomètres.
Pour la localiser, les deux candidats vont résoudre trois énigmes pour obtenir des indices, dissimulés dans la même zone de jeu. Le chronomètre général du jeu, qui dure 70 minutes, s'enclenche dès que les candidats ont pris connaissance de l'intitulé de la première énigme via leur ordinateur présent dans leur hélicoptère respectif. Pour les aider, ils disposent aussi d'une encyclopédie dans l'ordinateur, de la carte de la zone de jeu, ainsi que d'un carnet de route comprenant des informations et des photos indices.
Le chronomètre est arrêté lorsqu'un candidat met la main sur l'indice, symbolisé par une canette argentée avec le logo de l'émission.
Chaque canette contient un fragment de carte sur lequel figure une croix. Lorsqu'on rassemble les trois fragments et que l'on relie les trois croix, on forme un triangle, au centre duquel se trouve la Rose des Vents.
Entre chaque énigme, un temps mort a lieu pour faire le point avec chaque candidat avec, le cas échéant, la diffusion d'un reportage sur le thème de l'énigme. De plus, l'animateur pouvait aller à la rencontre d'une des personnes de l'énigme afin d'échanger sur le patrimoine local et y apporter des informations complémentaires.
La seconde énigme et la troisième énigme se jouent sur le même principe, mais en démarrant depuis l'endroit où se trouvait l'indice précédent, et avec un nouveau carnet de route. Le chronomètre reprend là où il s'était arrêté à la fin de l'énigme précédente.

#### Rose des Vents
Une fois les trois énigmes résolues et leurs indices gagnés, la course à la Rose des Vents peut commencer. Une dernière énigme est proposée aux candidats pour les mettre sur la piste de celle-ci, avec un nouveau carnet de route, si les trois énigmes ont été résolues avant 55 minutes.
Si le troisième bout de carte n'a pas été trouvé à la 55e minute de jeu, l'animateur annonce alors le début de la recherche de la Rose des Vents pendant l'énigme en cours. Les candidats doivent faire un choix: soit aller chercher le dernier morceau de carte s'ils le souhaitent (au risque de perdre du temps sur le chronomètre et/ou de l'avance sur le concurrent), soit abandonner l'énigme en cours et commencer tout de suite à chercher la Rose des Vents via une nouvelle énigme consultable sur l'ordinateur de bord.
Si un candidat dispose des trois bouts de carte, il pourra dès lors savoir immédiatement où se situe la Rose des Vents. Toutefois, si un candidat dispose de deux des trois bouts de cartes, il peut tenter par le biais d'une simulation via son ordinateur d'estimer son emplacement.
Celui qui mettra la main en premier sur la Rose des Vents sera le seul prétendant au titre des 30 000 francs et devra rapporter la Rose des Vents au point de départ de l'émission avant la fin des 70 minutes imparties afin d'ouvrir le récipient qui contiendra le trésor convoité.

### La Carte aux Trésors(1997-2008)

#### Prologue (2007-2008)
Les candidats s'affrontent sur un parcours physique préparé (VTT, escalade, descente en rappel, etc), au bout duquel se situent leurs hélicoptères ainsi qu'un poteau où une Rose des Vents est accroché. Le premier candidat qui pose sa main sur cette Rose des Vents gagne le bonus dit de "l'expert", un téléphone satellite comportant le numéro de téléphone d'un expert en mémoire, qu'il ou elle pourra appeler pendant l'énigme de la Rose des Vents. L'autre candidat se voit remettre un téléphone satellite sans ce numéro. En 2007-2008, le téléphone satellite sert aux candidats tout au long du jeu, pour recevoir les énigmes en simultané, et pour scanner les codes et messages cryptés qu'il trouveront pendant le jeu, y compris les indices gagnés aux énigmes.

#### Énigmes (Indices en 2007-2008)
Les candidats doivent résoudre trois énigmes, sur le même principe qu'en 1996 (sans ordinateur portable dans l'hélicoptère dès 1998). Chacune mène à un indice utile dans l’énigme de la Rose des Vents. Celui-ci est cette fois matérialisé sous la forme d'une boule en terre cuite frappée du logo de l'émission, contenant soit directement une photo indice qui lui servira pour la course vers la Rose des Vents (de 1997 à 1999), soit une mini Rose des Vents (de 2000 à 2008). Le chronomètre du jeu se déclenche dès que les candidats ont pris connaissance de l'intitulé de l'énigme via un carnet de route (entre 1997 et 2006, toujours accompagné d'une photo indice) ou bien via leur téléphone satellite (en 2007 et 2008, cette fois sans photo indice).
En 2007 et 2008, pour les Indices 1 et 2, les équipes démarrent au sol, et cinq minutes de briefing hors-temps leur sont accordées (notamment pour un premier examen de l'énigme, et le choix d'une première destination). Une fois les cinq minutes écoulées, les équipes doivent regagner leurs hélicoptères, et le top est donné pour l'épreuve en cours. Pour ces deux saisons, les carnets de route sont remplacés par le guide, qui sert pendant tout le jeu, et ne sert plus que de documentation pour les candidats pour les aider à résoudre les énigmes.
Lorsqu'un candidat met la main sur une boule-indice, le chronomètre est arrêté et son détenteur remporte une somme d'argent (voir rubrique « Gains ») ainsi qu'un indice visuel (et/ou textuel) pour la recherche de la Rose des Vents. En 2005, les indices étaient doubles (un visuel et un textuel). En 2006, le candidat victorieux remportait également 10 secondes supplémentaires pour la course vers le trésor s'il venait à récupérer la Rose des Vents. En 2007 et 2008, les indices étaient purement textuels (un mot).
Entre chaque énigme, un temps mort a lieu pour faire le point avec chaque candidat avec, le cas échéant, la diffusion d'un reportage sur le thème de l'énigme. De plus, l'animateur ou l'animatrice pouvait aller à la rencontre d'une des personnes de l'énigme afin d'échanger sur le patrimoine local et y apporter des informations complémentaires. Au cours des saisons 2007 et 2008, les aspects culturels ainsi que les rencontres sont intégrées au cœur de la compétition. Contrairement aux saisons précédentes, le jeu n'est plus diffusé en temps réel.
Chaque nouvelle énigme démarre à proximité du lieu de l'indice précédent, en stationnaire (1996-2006) ou au sol (en 2007 et 2008, sauf pour l'Indice 3 qui peut avoir lieu loin du site du second indice).
Entre 1997 et 2005, un chronomètre global de soixante minutes était activé pour la résolution des trois énigmes, sur le même principe qu'en 1996. En 2006, chaque énigme était chronométrée indépendamment des autres : quinze minutes pour la première, vingt minutes pour la deuxième puis trente minutes pour la troisième. Enfin, en 2007 et 2008, seule la troisième énigme disposait d'un chronomètre dont la durée était de vingt minutes. Si un indice n'est pas découvert avant la fin du temps imparti, il est définitivement perdu.
En 2002 et 2003 puis en 2005 et 2006, la première énigme se jouait sans hélicoptère et prenait place dans un secteur réduit (une petite partie de la zone de jeu en 2002-2003, une commune et ses alentours en 2005-2006). Les candidats ne pouvaient utiliser l'hélicoptère qu'à partir de la deuxième énigme (et ne prenaient connaissance de la carte complète de la zone de jeu qu'à ce moment-là). En 2004, les candidats devaient au début de la première énigme rechercher leur hélicoptère respectif via une mini-course d'orientation avant de commencer la résolution de cette dernière. Le principe de l'énigme sans hélicoptère et dans une commune est porté à l'Indice 3 en 2007-2008, la seule énigme chronométrée de ces deux saisons.
En 2005 et 2006, les candidats étaient limités à dix atterrissages en hélicoptère pour tout le jeu, et des rallye-paper (énigmes jalonnées par des messages) pouvaient leur être proposés. En outre, chaque énigme se déroulait dans un secteur de plus en plus grand (une commune pour la première énigme, une partie de la zone de jeu pour la seconde énigme, toute la zone de jeu pour la troisième énigme), puis la Rose des Vents utilisait de nouveau un secteur réduit. Ce qui encourageait les candidats à utiliser leurs déposes (et les 60 minutes allouées aux énigmes en 2005) à bon escient. La saison 2005 marque aussi l'apparition de pictogrammes sur les cartes, indiquant chacun un site de dépose possible, et une thématique liée à ceux-ci.
En 2007-2008, les Indices peuvent être l'une de ces six épreuves: l'énigme, le rallye, le rallye-paper, le jeu de l'objet, le gage et le labyrinthe.

#### Épreuve bonus (2005)
Cette épreuve se déroulait après les trois énigmes et juste avant la Rose des Vents. Les candidats doivent effectuer simultanément (ou avec un léger décalage) une épreuve physique (sur le même principe que le Trésor) en un temps limité de 1 minute 30 secondes. Lorsque les candidats finissent l'épreuve, leur temps restant équivaut à du temps supplémentaire lors de la course vers le trésor. Ce report de temps est propre à chaque candidat : celui ou celle qui mettra la main sur la Rose des Vents n’aura droit qu'à son propre temps bonus.

#### Rose des Vents
Les candidats prennent connaissance des indices récupérés durant les trois énigmes (les indices sont associés à chaque énigme de 1997 à 1999 et à partir de 2006, et tirés au sort de 2000 à 2005). Ils découvrent ensuite l'intitulé de l'énigme qui les mènera vers la Rose des Vents. Contrairement aux énigmes précédentes, aucun indice commun n'est donné dans le carnet de route ou le téléphone satellite. Les candidats n'ont que ceux qu'ils ont remportés précédemment. En 2007-2008, l'épreuve de la Rose des Vents peut-être elle-aussi une des six épreuves décrites plus haut, et démarre également par un briefing de cinq minutes comme pour les Indices 1 et 2.
Jusqu'à 2006, les candidats disposaient de 20 minutes pour trouver la Rose des Vents (en sachant que l'énigme de la Rose des Vents et l'épreuve du trésor se partagent ce chronomètre); en 2007 et 2008, l'énigme de la Rose des Vents n'est plus chronométrée, néanmoins, selon les émissions, elle doit être ou non dévoilée par le décodage d'un Code César. Autre particularité de ces deux saisons, le vainqueur du Prologue a la possibilité d'appeler l'expert en mémoire dans son téléphone satellite à tout moment durant l'épreuve (dès que l'animatrice lui signale). Une fois la liaison effectuée, le candidat dispose d'une minute pour poser à l'expert toutes les questions qu'il souhaite en sachant que celui-ci ne répondra que par oui ou par non. Si une question n'est pas assez claire, il peut lui demander de la reformuler.
Dans tous les cas, le premier des deux candidats à mettre la main sur la Rose des Vents se qualifie pour la course vers le trésor.

#### Trésor
L'épreuve du trésor a connu deux versions différentes.
Dans les premières émissions de l'été 1997, une mini-énigme est présentée au candidat, cette dernière le mènera vers le lieu où est caché le trésor. Le candidat démarre la course directement depuis son hélicoptère et sur son parcours, il sera amené à effectuer un challenge physique (équitation, kayak, escalade, vélo) afin de pouvoir accéder jusqu'au trésor. Ce format de course vers le trésor, trop peu remporté, est retravaillé durant la saison 1997 même.
Dès la fin de la saison 1997, l'énigme finale est supprimée, et la course vers le trésor ne comporte plus que l'épreuve physique, que le candidat doit effectuer en un temps limité (décrit ci-après) afin d'atteindre le coffre au trésor dans les temps.
Le temps imparti pour réaliser l'épreuve est, entre 1997 et 2006, le temps qu'il restait au chronomètre de 20 minutes au moment où le candidat avait mis la main sur la Rose des Vents, auquel sont rajoutés les éventuels bonus (le temps restant à son chrono personnel pour l'épreuve bonus en 2005, 10 secondes par énigme remportée en 2006). En 2007 et 2008, la course vers le trésor dispose d'un temps fixe de trois minutes.
Le chronomètre est arrêté (et l'épreuve réussie) lorsque le candidat met sa Rose des Vents sur le couvercle du coffret, et l'ouvre. Ce n'est qu'à l'ouverture du coffret que le candidat remporte la somme symbolique prévu à cet effet (voir rubrique « Gains »).

### La Carte au Trésor(2009)

#### Première manche
Dans la première manche, les trois binômes doivent localiser les deux hélicoptères du jeu qui ont été cachés dans une zone de jeu. Pour cela, six épreuves leur sont proposées et sont dispersées à travers cette même zone. Sur les six épreuves, trois d'entre elles sont obligatoires avant de pouvoir commencer à rechercher les hélicoptères (elles sont indiquées en rouge sur la carte de la zone de jeu, les autres sont en jaune).
Pour chaque épreuve, un intitulé indique la tâche que doit réaliser le binôme et une fois que celui se présente sur le lieu de l'épreuve, les candidats doivent réaliser la tâche demandée. S'ils la réussissent, ils remportent un bonus qui peut être soit un « zoom hélico » (qui rétrécit la zone de jeu dans laquelle se trouve les hélicoptères), soit un « bonus trésor » (qui permet de bénéficier d'une minute supplémentaire dans la course vers le trésor, si le binôme se qualifie pour la finale).
Lorsqu'un binôme a passé les trois épreuves obligatoires, il peut se mettre à la recherche des hélicoptères. Seule une équipe détenant les quatre « zoom hélico » sait exactement où se situent les hélicoptères; les autres doivent chercher dans la zone qu'ils ont pu délimiter. Les deux premiers binômes à les avoir trouvés poursuivent le jeu, tandis que le dernier binôme est définitivement éliminé du jeu.

#### Seconde manche
La seconde manche est identique à la première sauf qu'elle consiste à retrouver cette fois-ci la Carte au Trésor. Les candidats progresseront dans un périmètre de jeu dix fois plus vaste que dans la première manche et pourront désormais utiliser leurs hélicoptères afin de progresser.
Pour chaque épreuve réussie, les candidats obtiennent soit de nouveau un « bonus trésor », soit un « zoom carte » qui permet de réduire la zone de jeu dans laquelle se situe la Carte au Trésor.
Il faut de nouveau qu'une équipe ait terminé ses trois épreuves obligatoires avant de se mettre à la recherche de la carte au trésor et seule l'équipe qui mettra la main dessus pourra accéder à l'épreuve du trésor. Le binôme qui y parvient devient l'équipe championne et revient à l'émission suivante afin de défendre son titre.

#### Trésor
Les candidats doivent réaliser en 10 minutes (+ les éventuels "bonus trésor") un parcours au cours duquel ils  effectuent jusqu'à quatre challenges de nature physique. À la fin de chaque challenge, les candidats récupèrent une clé de couleur, soit un total de quatre clés potentielles.
Une fois le temps imparti écoulé ou la quatrième clé en possession, les candidats feront face au coffret qui contient le trésor. Celui-ci est composé de cinq boutons et de cinq serrures de couleurs différentes parmi lesquelles se cachent un leurre. Pour commencer, les candidats insèrent les clés remportées durant la réalisation du parcours, ces clés ouvriront chacune l'une des quatre serrures du coffret nécessaire à son ouverture. Si les candidats ont remporté les quatre clés, ils pourront alors déverrouiller automatiquement le coffret et remporter le trésor matérialisé sous la forme d'un trophée d'une valeur symbolique de 10 000 €.
Cependant, si les quatre clés ne sont pas remportées, l'équipe devra appuyer au hasard sur les boutons correspondant aux couleurs restantes afin de déverrouiller les serrures qui n'ont pas encore été ouvertes pour pouvoir ouvrir le coffret. Mais si l'équipe appuie sur le bouton d'une couleur qui correspondant au leurre, le coffret est bloqué et la somme mise en jeu est définitivement perdue.

### La Carte aux trésors(depuis 2018)
L’émission revient le 25 avril 2018 sur France 3 avec un premier épisode qui se déroule à Montpellier,. Le jeu est dorénavant animé par Cyril Féraud.
Cette nouvelle version reprend dans l'ensemble les règles ayant court jusqu'en 2006. L'utilisation de GPS, de téléphones portables et d'Internet en règle générale est interdite. Chaque émission est divisée en trois parties : les énigmes, la Rose des Vents et le Trésor.

#### Énigmes
Pour les trois énigmes, l'hélicoptère est disponible et les candidats disposent de 20 à 35 minutes, selon la distance et la difficulté de l'énigme, pour trouver une capsule. Chaque capsule contient un indice photographique, textuel ou physique pour l'énigme de la Rose des Vents. Les candidats disposent d'un carnet de route donnant des informations sur la région, ses traditions et ses points d'intérêt, auquel ils ont accès pour les trois énigmes; ainsi que de la carte de la zone de jeu (avec des pictogrammes comme depuis 2005) et d'un carnet pour prendre des notes. Lors de la révélation de certaines énigmes, les candidats peuvent être aidés de photos et/ou objets indices remis par l'animateur. Lorsqu'un des candidats s'empare de la capsule avant la fin du temps imparti, il met fin au chrono et remporte l'indice associé. En revanche, tout indice non trouvé à temps ou qui n'a pas été montré à l'animateur (caché dans un bâtiment, caverne, etc) est définitivement perdu pour les deux candidats.
En 2022, trois nouvelles règles peuvent venir corser une énigme, signalées par un pictogramme et/ou une indication de l'animateur:
- Un hélicoptère barré = les candidats ne disposent pas de l'hélicoptère pour la durée de l'énigme. Cela dit, comme pour les Énigmes 1 de 2002-2003 et 2005-2006 et les Indices 3 de 2007-2008, l'énigme prend place dans un secteur réduit, et avec une carte à grande échelle de ce secteur à disposition des candidats.
- "1 Hélicoptère" = les candidats n'ont le droit qu'à une seule dépose en hélicoptère, après quoi ils doivent se débrouiller au sol pour arriver jusqu'à la capsule[11].
- Une indication orale de l'animateur = un indice bonus attend les candidats en parallèle de la capsule. L'énoncé principal de l'énigme est plus obscur, et/ou ne comporte pas d'indice à part le bonus. Les candidats peuvent décider ou non d'aller chercher l'indice bonus (lui-même aiguillé par un indice montré une seule fois par l'animateur), en sachant que cela peut coûter du temps du chronomètre et/ou de l'avance sur l'adversaire si celui-ci choisit de chercher directement la capsule.

#### Rose des Vents
Pour la Rose des Vents, une dernière énigme est jouée, avec les mêmes règles que précédemment, à trois exceptions près : les candidats n'ont que les indices qu'ils ont remportés aux trois énigmes précédentes, ils n'ont plus accès au carnet de route, et l'épreuve n'est plus chronométrée. Le premier candidat à mettre la main sur la Rose des Vents élimine son concurrent, gagne 1 000 € et peut tenter sa chance à l'épreuve du trésor pour gagner 4 000 € supplémentaires. Le candidat défait, quant à lui, repart avec un séjour, généralement dans la région qui a été visitée.
Depuis 2022, l'une des nouvelles règles détaillées ci-dessus peut aussi s'appliquer à l'énigme de la Rose des Vents.

#### Trésor
Le candidat ayant récupéré la Rose des Vents tente sa chance pour décrocher le trésor d'une valeur de 5 000 €. Dans cette partie, il s'agit d'un défi physique ou intellectuel (labyrinthe, escalade, kayak…) limité par le temps, allant de 2 minutes 30 secondes à 3 minutes 30 secondes (ou très rarement une durée de 2 minutes, ce qui n'est arrivé qu'une seule fois dans l'émission du 29 avril 2020). Le candidat doit ouvrir le coffre du trésor avec la Rose des Vents pour remporter les 5 000 €. En cas d'échec, le candidat est tout de même assuré de repartir avec 1 000 € pour avoir gagné la Rose des Vents.

## Gains
- De 1997 à 2001, une énigme gagnée vaut 10 000 francs (environ 1 524 €), et le trésor 30 000 francs (environ 4 573 €).
- De 2002 à 2006, une énigme gagnée vaut 1 500 € et le trésor 4 500 €.
- En 2007, une énigme gagnée vaut 1 000 €, la rose des vents 3 000 €, et le trésor 2 000 €.
- En 2008, le trésor passe à 3 000 € tandis que la valeur de la rose des vents passe à 2 000 €.
- En 2009, le trésor vaut 10 000 €.

- À partir de 2018, le trésor est d'une valeur de 5 000 € et la rose des vents rapporte 1 000 € en cas d'échec au trésor[12].

## Identité du jeu

### Générique et musiques
Entre 1996 et 2006, les musiques entendues dans l'émission sont composées et interprétées par Jean-Marc Benaïs.
En 2007, une toute nouvelle identité sonore (générique et musiques de fond) est introduite, signée Olivier Perrot et Philippe Pelet, compositeurs pour Koh-Lanta, une autre émission d'Adventure Line Productions.
Depuis 2018, un mélange des premières musiques (Jean-Marc Benaïs, 1996-2006) et des plus récentes (Olivier Perrot et Philippe Pelet, 2007-2009) est utilisé. S'y ajoutent des compositions originales par Davy et Yoann Bernagoult, qui ont déjà travaillé sur Fort Boyard notamment. Le générique est une recomposition de celui d'avant 2006.
Depuis 2021, de nouvelles compositions musicales par Pierre Billon et Jean Mora (Tatoo Music) s'ajoutent à la bande sonore de l'émission.
Une compilation de certains thèmes de Jean-Marc Benaïs a été publiée dans un album, sorti en 1997.

### Logos

Logo de 1996 à 2005.
Logo de 2006.
Logo de 2009 (similaire en 2007-2008 au pluriel).
Logo depuis 2018.

## Audiences
Le départ de Sylvain Augier entraîne des répercussions importantes sur les audiences de l'émission. Réunissant entre 3,5 et 4 millions de téléspectateurs en moyenne chaque été entre 1996 et 2005 (19,1 % à 23,9 % de parts de marché), l'audience chute avec Marc Bessou (à 14,4 %) en 2006, avec une moyenne de 2,93 millions de téléspectateurs. En 2007, l'audience remonte avec Nathalie Simon à la présentation du jeu, avant de chuter de nouveau à 8,5 % en 2009, avec une moyenne de 1,8 million de téléspectateurs, entraînant la suppression de l'émission.
À son retour en 2018 avec Cyril Féraud, un nouveau fonctionnement est adopté. L'émission est tournée et diffusée tout au long de l'année (non plus seulement en été) mais en privilégiant les périodes de vacances scolaires (fin octobre, février, avril). Deux à quatre épisodes sont diffusés à la suite (un par semaine), et une pause de plusieurs semaines a lieu entre ces diffusions. L'émission attire autour de deux millions de téléspectateurs par épisode.
Les chiffres ci-dessous sont à interpréter avec précaution : la multiplication des chaines ainsi que le changement des habitudes des téléspectateurs (visionnages sur appareils mobiles ou en replay non pris en compte) font que les audiences de 1996 ne sont pas comparables avec celles de 2020.
| Saison | Présentation   | Nombre d'émissions | Début diffusion  | Fin diffusion      | Lancement | Lancement            | Finale    | Finale               | Moyenne   | Moyenne              | Évol.           | Source |
| Saison | Présentation   | Nombre d'émissions | Début diffusion  | Fin diffusion      | Audience  | Part d'audience en % | Audience  | Part d'audience en % | Audience  | Part d'audience en % | Évol.           | Source |
| ------ | -------------- | ------------------ | ---------------- | ------------------ | --------- | -------------------- | --------- | -------------------- | --------- | -------------------- | --------------- | ------ |
| 1      | Sylvain Augier | 6 + 2              | 6 août 1996      | 3 décembre 1996    | NC        | NC                   | 4 200 000 | NC                   | NC        | 18,6                 | NC              | [ 15 ] |
| 2      | Sylvain Augier | 9                  | 1er juillet 1997 | 9 septembre 1997   | NC        | NC                   | NC        | NC                   | NC        | NC                   | NC              | NC     |
| 3      | Sylvain Augier | 8                  | 14 juillet 1998  | 1er septembre 1998 | 3 612 840 | 22,5                 | 4 712 400 | 24,9                 | 3 927 000 | 23,5                 | NC              | ,      |
| 4      | Sylvain Augier | 9                  | 6 juillet 1999   | 7 septembre 1999   | 4 207 000 | 22,9                 | 3 891 660 | 19,5                 | 3 839 070 | 22,9                 | en diminution   | [ 19 ] |
| 5      | Sylvain Augier | 9                  | 4 juillet 2000   | 29 août 2000       | 4 858 520 | 24,1                 | 4 488 850 | 22,8                 | 4 171 990 | 22,8                 | en diminution   | [ 19 ] |
| 6      | Sylvain Augier | 9                  | 10 juillet 2001  | 4 septembre 2001   | 4 017 360 | 19,7                 | 4 334 520 | 20,0                 | 4 228 800 | 23,0                 | en augmentation | [ 19 ] |
| 7      | Sylvain Augier | 10                 | 2 juillet 2002   | 3 septembre 2002   | 5 141 000 | 24,3                 | 4 240 000 | 20,2                 | 4 505 000 | 23,9                 | en augmentation | [ 19 ] |
| 8      | Sylvain Augier | 10                 | 1er juillet 2003 | 2 septembre 2003   | 4 798 800 | 23,1                 | 4 425 560 | 20,2                 | 4 105 640 | 23,3                 | en diminution   | [ 19 ] |
| 9      | Sylvain Augier | 10                 | 29 juin 2004     | 7 septembre 2004   | 3 936 160 | 19,7                 | 3 558 720 | 16,5                 | 3 720 480 | 19,1                 | en diminution   | [ 19 ] |
| 10     | Sylvain Augier | 10                 | 28 juin 2005     | 30 août 2005       | NC        | NC                   | 3 730 000 | NC                   | NC        | NC                   | NC              | NC     |
| 11     | Marc Bessou    | 10                 | 4 juillet 2006   | 5 septembre 2006   | NC        | NC                   | 2 970 000 | NC                   | NC        | NC                   | NC              | NC     |
| 12     | Nathalie Simon | 9                  | 4 juillet 2007   | 29 août 2007       | 3 514 000 | 14,7                 | 3 000 000 | NC                   | NC        | NC                   | NC              |        |
| 13     | Nathalie Simon | 10                 | 2 juillet 2008   | 3 septembre 2008   | NC        | NC                   | 2 500 000 | 11,9                 | NC        | NC                   | NC              | [ 20 ] |
| 14     | Nathalie Simon | 10                 | 29 juin 2009     | 31 août 2009       | 2 100 000 | 9                    | 1 863 000 | 7,8                  | 1 800 000 | 8,9                  | en diminution   | ,      |
| 15     | Cyril Féraud   | 8                  | 25 avril 2018    | 24 avril 2019      | 2 530 000 | 10,8                 | 1 980 000 | 9,4                  | 2 249 125 | 10,5                 | en augmentation | ,      |
| 16     | Cyril Féraud   | 8                  | 9 octobre 2019   | 15 juillet 2020    | 1 836 000 | 9,1                  | 2 141 000 | 11,5                 | 2 147 000 | 9,9                  | en diminution   | ,      |
| 17     | Cyril Féraud   | 8                  | 21 octobre 2020  | 11 août 2021       | 1 804 000 | 8,5                  | 2 143 000 | 12,9                 | 2 109 750 | 10,2                 | en augmentation | ,      |
| 18     | Cyril Féraud   | 4                  | 6 juillet 2022   | 31 août 2022       | 1 802 000 | 10,6                 | 1 758 000 | 9,6                  | 1 818 750 | 11                   | en augmentation | ,      |
| 19     | Cyril Féraud   | 5                  | 5 juillet 2023   | 2 août 2023        | 1 873 000 | 11,1                 | 2 439 000 | 14,7                 | 2 181 000 | 13,2                 | en augmentation | ,      |
| 20     | Cyril Féraud   | 4                  | 19 juillet 2024  | 23 août 2024       | 1 589 000 | 11,4                 | 1 460 000 | 10,2                 | 1 662 000 | 11,7                 | en diminution   | ,      |
| 21     | Cyril Féraud   | 3                  | 2 mai 2025       |                    | 1 607 000 | 10,2                 |           |                      |           |                      |                 | [ 59 ] |

## Produits dérivés
Un jeu de plateau « La Carte aux trésors » est édité par Druon en 2002.
Le 26 juin 2009, un jeu vidéo officiel de « La Carte au trésor », édité par Mindscape, sort sur Nintendo DS.